# 赞考
冉考，是匈牙利维斯普雷姆州所辖的一个村，总面积19.55平方公里，总人口919，人口密度47.0人/平方公里（2010年1月1日）。